# پاکو توس
پاکو توس (اسپانیایی: Paco Tous‎؛ زادهٔ ۱۰ فوریهٔ ۱۹۶۴) بازیگر اهل اسپانیا است. او بیشتر به خاطر بازی در مجموعه‌های تلویزیونی مادران، عشق و زندگی، ۳۰ سکه، سرقت پول، نگهبان نامرئی و مردان پاکو و فیلم آلاتریست شناخته می‌شود.